# Pholcus wuyiensis
Espèce
Pholcus wuyiensis est une espèce d'araignées aranéomorphes de la famille des Pholcidae.

## Distribution
Cette espèce est endémique du Fujian en Chine,.

## Description
Le mâle étudié par Huber en 2011 mesure 5,9 mm.

## Étymologie
Son nom d'espèce, composé de wuyi et du suffixe latin -ensis, « qui vit dans, qui habite », lui a été donné en référence au lieu de sa découverte, le mont Wuyi.

## Publication originale
- Zhu & Gong, 1991 : Four new species of the genus Pholcus from China (Araneae: Pholcidae). Acta Zootaxonomica Sinica, vol. 16, no 1, p. 18-26.